# 開国博Y150
開国博Y150（かいこくはくY150）は、横浜港開港150周年を記念して、2009年（平成21年）4月28日から9月27日までの153日間、神奈川県横浜市で開催された地方博覧会である。
正式名称は横浜開港150周年記念テーマイベント「開国・開港Y150」であり、「開国博Y150」はこのイベントの愛称である。英文表記は A Grand Exposition for Yokohama's 150th Year だった。神奈川県庁を監督官庁とする『財団法人横浜開港150周年協会』が主催した。

## 概説
財団法人横浜開港150周年協会の前身となる「近代日本開国・横浜開港150周年記念事業推進協議会」が、1854年の日米和親条約締結と1859年の横浜港の開港から150年後にあたる2004年から2009年までの5年間、横浜の活性化策として展開するために2003年に設立され、本博覧会はその一環として企画された。
博覧会の会場は横浜みなとみらい21の中央地区や新港地区周辺がベイサイドエリア、よこはま動物園ズーラシア周辺がヒルサイドエリア、横浜駅周辺から山下・山手地区周辺の市街地がマザーポートエリアというように3つのエリアに分けられた。開催時期はベイサイドエリアは4月28日から9月27日、ヒルサイドエリアは7月4日から9月27日、マザーポートエリアは2009年中開かれた。このうち、イベントの実施、設計及び制作運営をベイサイドステージが博報堂JV、ヒルサイドステージについてアサツー ディ・ケイ(ADK)が受託業者として選定された。
横浜に縁のある日産自動車、新日本石油、コカ・コーラ セントラル ジャパン、日本発条、日本ビクター、スリーエフ、ファンケル、横浜銀行、テレビ神奈川が協賛企業として名を連ねた。テーマソングにはゆずの「みらい」が選ばれた。

## 会場構成

### チケットについて
- ベイサイドエリア
  - ベイサイド普通入場券（大人2400円）
  - ベイサイド全期間入場券（大人10000円 - 開催中本人に限り有効で入退場何度でも自由）
  - ベイサイド夜間割引入場券（大人1200円 - 18時以降のみ入場可）
- ヒルサイドエリア
  - ヒルサイド普通入場券（大人600円）
  - ヒルサイド全期間入場券（大人2500円 - 開催中本人に限り有効で入退場何度でも自由）
- マザーポートエリア - 無料
  - 2009年4月27日までベイサイドエリア入場券の前売り発売（大人2200円）がある（両エリアセット券は既に前売販売終了）。
  - ベイサイドエリア入場券は1枚につき任意の1日に限り有効で当日は利用本人に限り、3つの有料会場の入退場が自由にできる。
  - ベイサイドエリア入場券にはみなとみらいエリアなど、他施設の割引を受けられる特典がある。
  - ヒルサイドエリア入場券にはズーラシア入園の割引を受けられる特典がある。
  - ズーラシアの指定管理者である横浜市緑の協会は、ズーラシア・ヒルサイドセット入場引換券をコンビニ等で発売している。

## 主な催事

### ベイサイドエリア

#### 有料会場

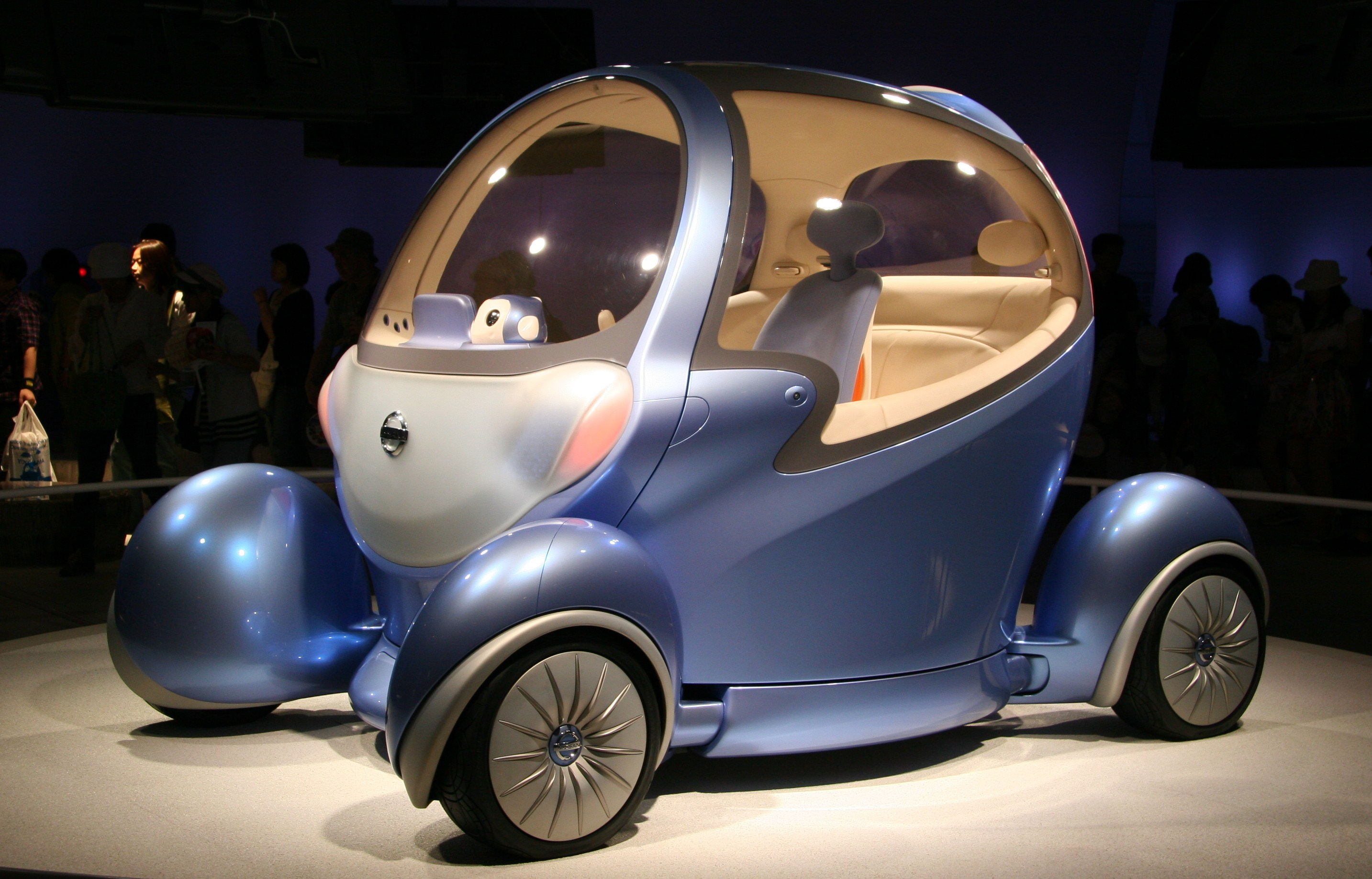
ピボ・ラボに展示されるPIVO2

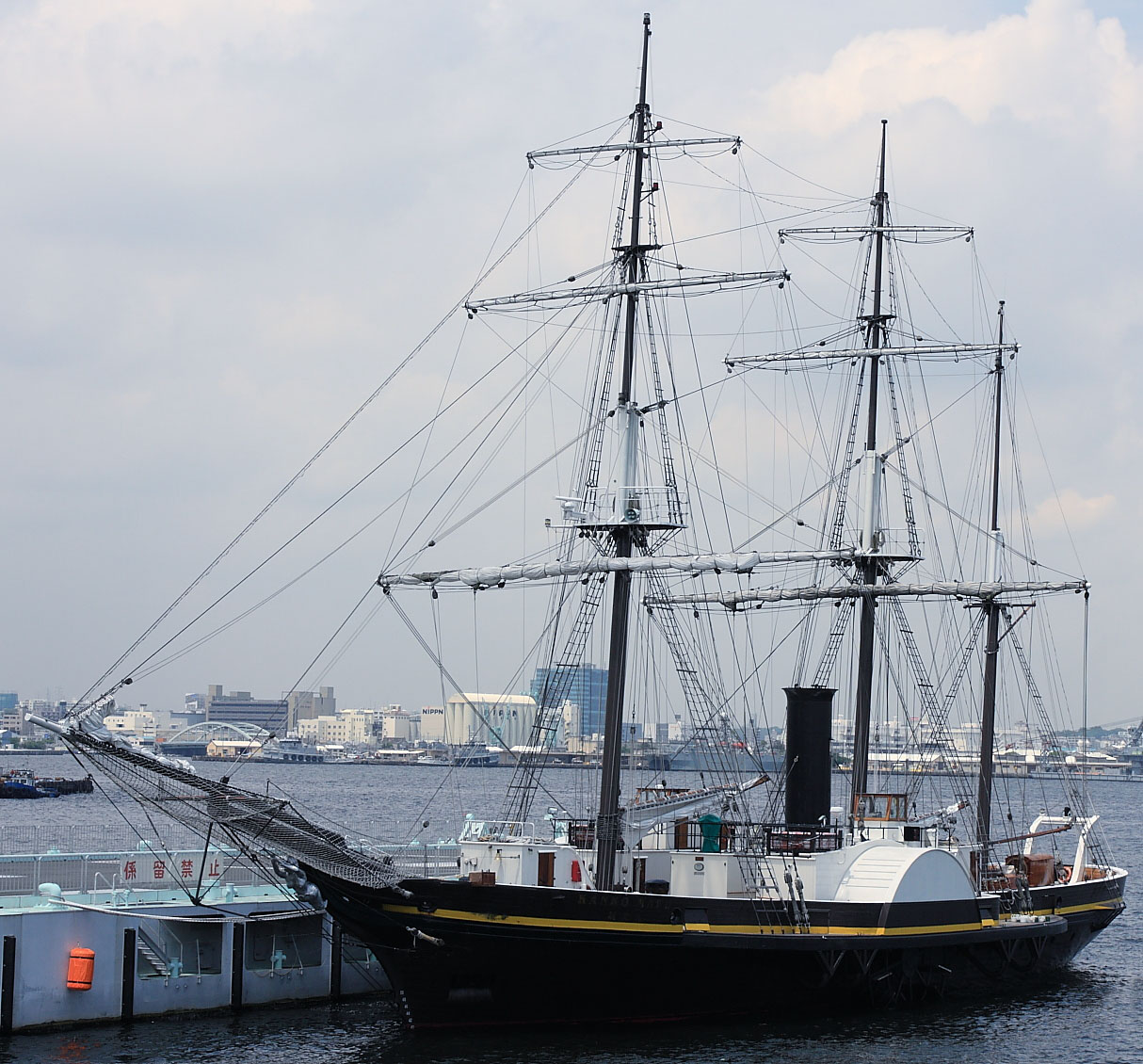
復元船 観光丸

- Y150はじまりの森（新港地区8街区、MAP）
  - 「ENEOS ラ・マシン」 - フランス・ナントのアート劇団「ラ・マシン」による高さ12mの巨大クモの展示。動作は1日5回、各約20 - 30分。
  - 「横浜ものがたり」 - 開国・開港の時代や横浜150年の歴史を映像やセットで展示する。黒船来航で有名なペリー提督を迎えた際の料理なども紹介。
  - 「ENEOS 未来のエネルギー館」 - エネルギー資源と地球環境に関して、新日本石油の取組みを展示。
  - 「黒船レストラン」 - 開国・開港にちなんだメニューを中心としたレストラン。
  - たねまる公式記念品ショップ - オリジナル商品とオフィシャル商品の販売。
- Y150トゥモローパーク（新港地区7街区、MAP）
  - 未来シアター「BATON」 - 岩井俊二脚本、北村龍平監督によるSFファンタジーアニメーション。1時間に2回上映、各回約20分。内容は第1章から第3章まであり、これを開催中3期間に分けて上映する。
  - アースバルーン「HOME」 - 地球環境をテーマにしたCG映像が、直径約20mのバルーン表面に映し出される。原案・シナリオは向井千秋が担当。夜間に4回上映、各回約5分。
  - FMヨコハマ サテライトスタジオ "STUDIO SEAGULL Y150" - ゲストを呼んで毎日1時間生放送[5]。
  - トゥモローパークステージ - マスコットキャラクターの「たねまる」と「ペリー・テイトくん」が毎日登場。
- NISSAN Y150ドリームフロント & スーパーハイビジョンシアター（新港ふ頭、MAP）
  - NISSAN Y150ドリームフロント
    - ビポ・ラボ - 日産自動車のコンセプトカー「PIVO2」が案内役となって、環境に優しい未来の世界を紹介。同社の電気自動車、「ハイパーミニ」および「たま」も展示される。
    - コトバパーク - 「思いやり」の言葉を書き込んだ葉っぱの形の紙を、透明バルーンの中に舞い飛ばす。同社のコンセプトカー、「ニューヴ」も展示される。

  - スーパーハイビジョンシアター -2005年日本国際博覧会（愛・地球博）に出展され話題になった NHKが開発中のスーパーハイビジョンによる映像を、37個のスピーカーによる立体音響とともに上映。1回9分30秒。

#### 無料会場
- 赤レンガ会場
  - 開国・開港の街 - 国内外の都市・公共団体による観光案内および物販。
  - たねまる公式記念品ショップ - オリジナル商品とオフィシャル商品の販売。
- 大さん橋会場
  - 横浜FUNEプロジェクト - 横浜市内の施設で市民参加によりダンボール船（FUNE）を150艘制作し、展示。
- 象の鼻会場
- 山下公園会場
  - 黒船体験ツアー - 復元した観光丸の乗船体験と夜間ライトアップ。ただし乗船体験にはベイサイドエリア入場券が必要。

### ヒルサイドエリア（有料）

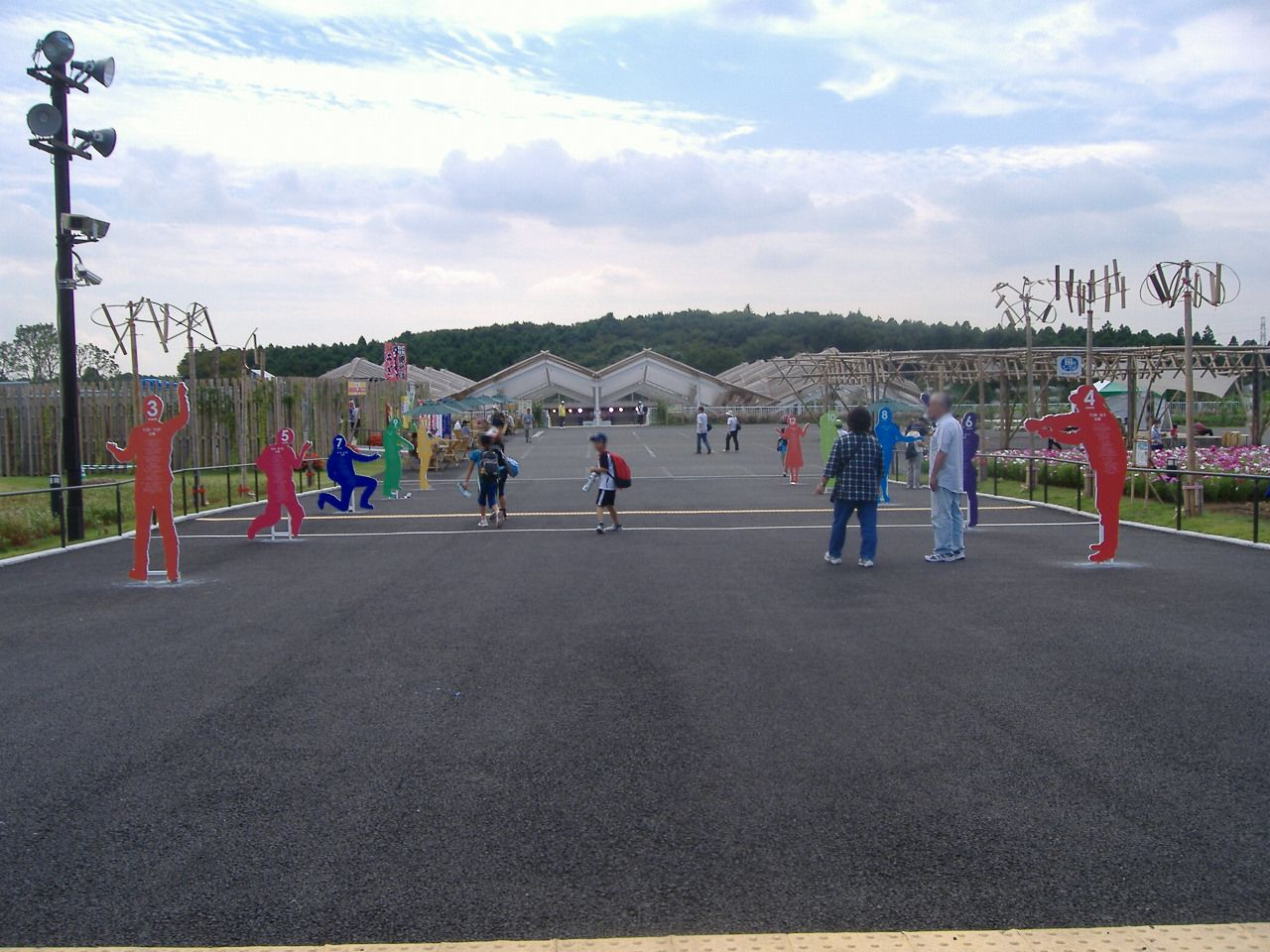
ヒルサイドエリア

- Y150つながりの森（ズーラシア隣接地区、MAP）
  - 竹の海原 - ヒルサイドエリアのメイン会場となる建築物。放置竹林の見直しをテーマに横浜市内の竹林から伐採された約9000本の竹で組まれている。設計監修は松井正澄。
  - 市民創発プロジェクト - 公募で集まった市民スタッフらが、1年半におよぶ準備期間を経て企画した各種の展示や催し。
  - 巨大バッタのオブジェ展示 - 横浜トリエンナーレで展示された全長50mのバッタが野外展示される。週末にはこれを利用した演劇も開催された。
  - セグウェイ体験試乗 - 次世代交通機関セグウェイの体験試乗。8月の金曜日と土曜日に開催された。
  - 丘の広場 - 竹風車作りの体験コーナーや、茶堂などがある。
  - 棚田・段々畑 - 農業体験などが行われる。

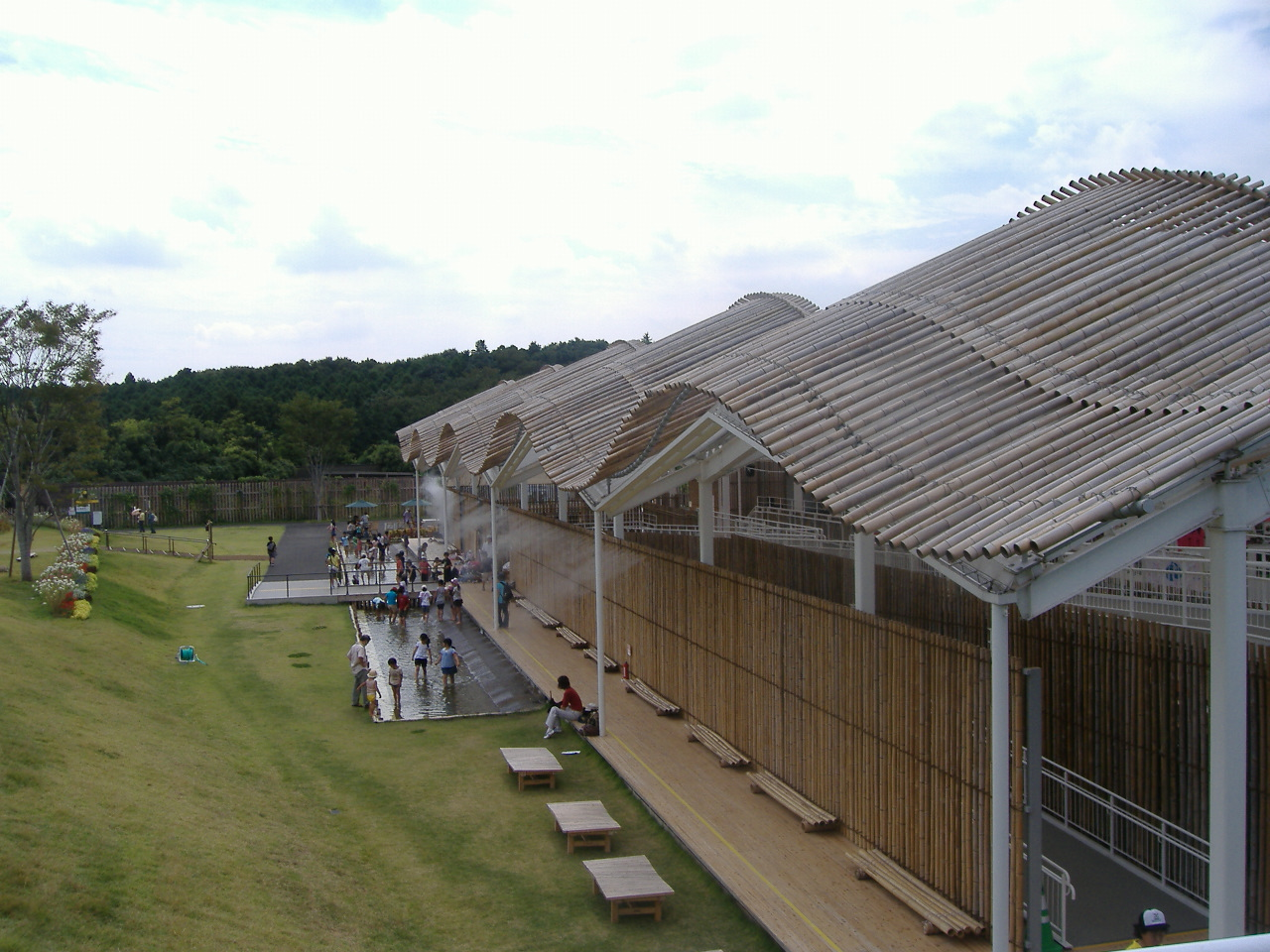
竹の海原と水の広場
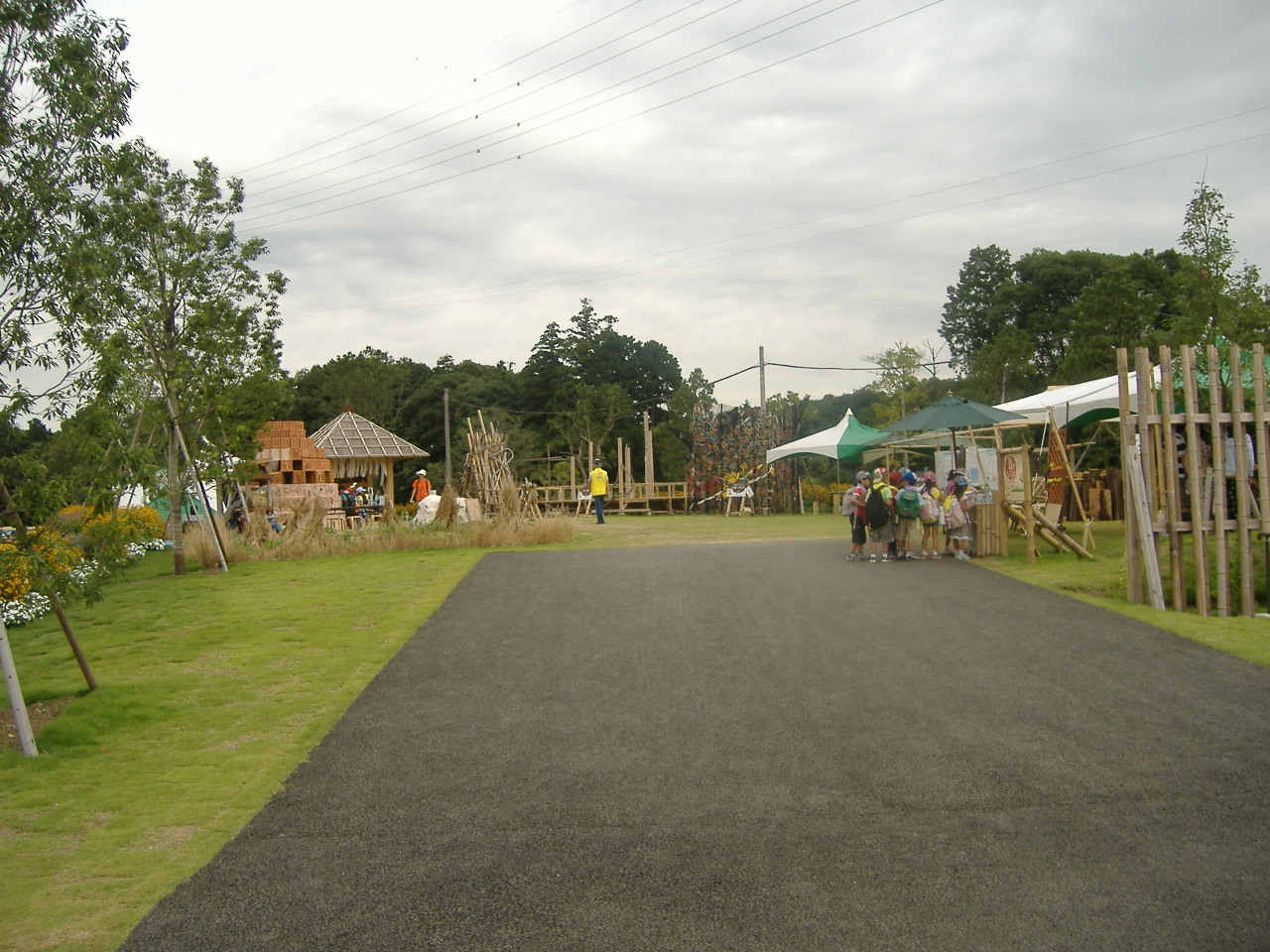
丘の広場
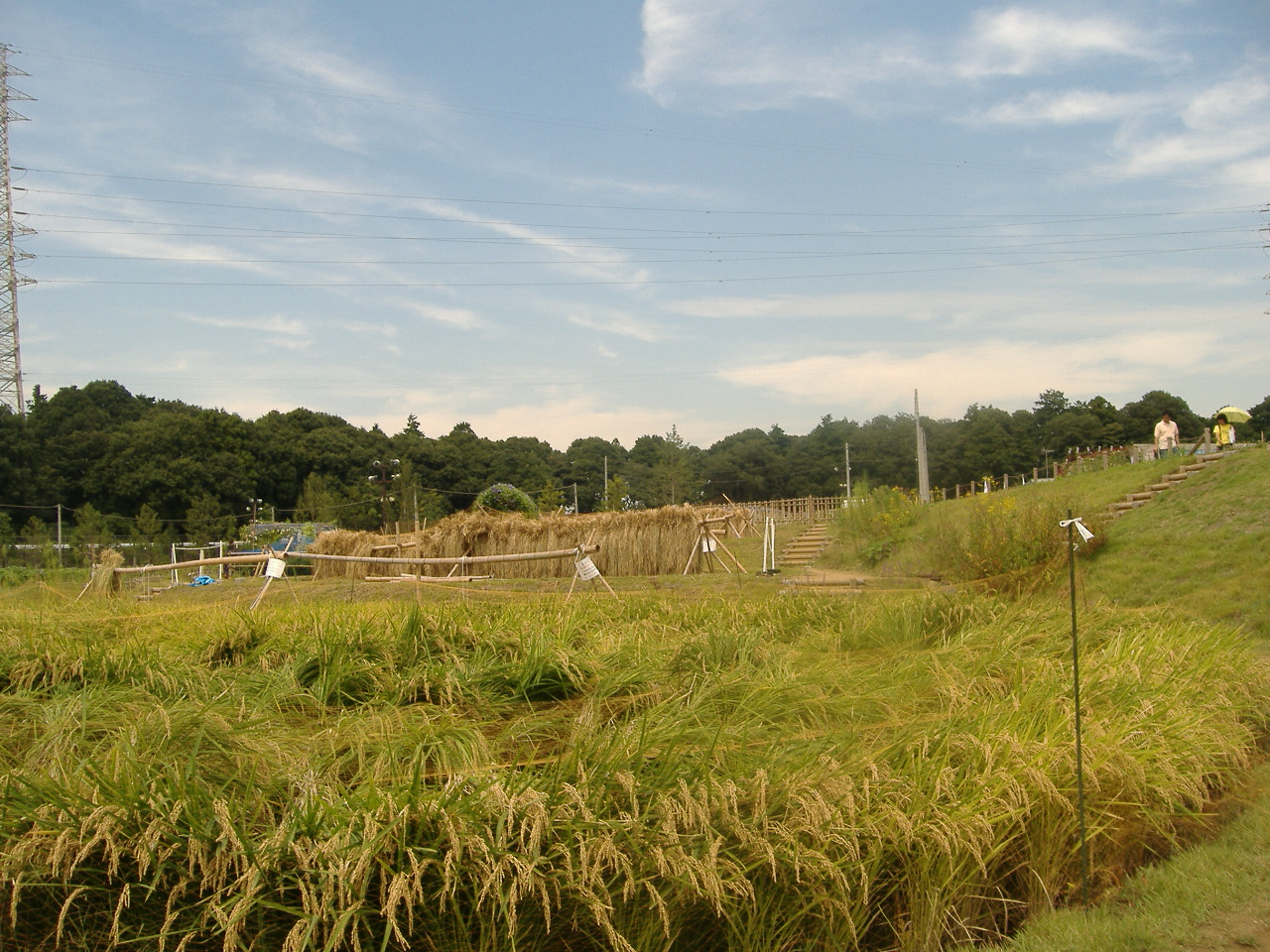
棚田・段々畑

### マザーポートエリア（無料）
根岸線・横浜駅 - 石川町駅、みなとみらい線・横浜駅 - 元町・中華街駅、京急本線・横浜駅 - 日ノ出町駅の全駅を含む市街地を広くエリアとしている。特にパビリオン等は設けないが、地域ぐるみで観光客をもてなす場としてスタンプラリーや優待割引制度を実施する。有料ガイドによる全12コースの街歩きも受け付けている。

### ヴィジョン！ヨコハマ
2009年5月31日にパシフィコ横浜国立大ホールで上演された。宮本亜門が演出し、石井正則、谷原章介、飯島直子、草笛光子、五大路子、高田延彦、桜塚やっくん、千住真理子、パックン、ゆず、佐々木主浩、眞鍋かをりが出演している。また、当時天皇皇后であった上皇、上皇后も横浜開港150周年記念式典に出席し、この公演を観覧した。

## マスコットキャラクター

### たねまる
横浜開港資料館の中庭に植えられるタマクスの木の精。上半身は芽を出した種子、下半身は船をモチーフにしており、横浜のタネが世界に向け出航するイメージを表している。声は横浜出身の松本梨香が担当。デザインおよび名称は一般公募によるもので、デザインは520作品の中から選出された。
博覧会のみならず、横浜開港150周年記念事業全てのマスコットでもある。2009年度のお年玉付き年賀はがきなどにも印刷されたほか、みなとみらいが舞台となった『映画 プリキュアオールスターズDX みんなともだちっ☆奇跡の全員大集合!』（2009年3月公開）にも出演した。
また、たねまるをモチーフとした「ご当地キティのグッズ」も制作されている。

### ペリー・テイトくん
「たねまる」の友達でありライバルというサブキャラクター。開国博Y150を盛り上げるために応援に駆けつけたという設定を持つ。名前のモチーフは、横浜開港の立役者となったマシュー・ペリー。黒船をモチーフにした黒い船体につりあがった眼つきと、いわゆる「ゆるキャラ」の「たねまる」とは対照的な容姿を持つ。
開国を求めて背中の大砲をぶっ放す、錨を振り回す、さらに頭の煙突からは大量の二酸化炭素をまき散らすなど行動も極めてワイルドかつ破天荒であり販売されている「ペリー・テイトくん」のミニタオルの中には「Nothing can stop me（何もオレを止められない）」の文句がプリントされたデザインのものも存在する。上述のミニタオルをはじめ、彼のグッズは開国博Y150「はじまりの森」会場だけの限定販売となっているために知名度こそ「たねまる」に劣るものの独特の「コワカワイイ」キャラが来場者の注目を集め、ライバルに引けを取らない博覧会の人気者となっている。

## 赤字問題
最終的に総入場者数716万6,300人を記録した。ただし、有料入場者数は123万9,325人であり、計画していた500万人には遠く及ばず、約25億円の赤字となった。最終的には約28億円の赤字となっている。閉幕後、横浜開港150周年協会と、イベントの企画運営を委託した企業や入場券販売の契約を結んだ企業とのあいだで相互に提訴になった。
2010年11月には協会と博報堂JVが調停に入り、博報堂JVに対する協会の債務残高約34億8000万円のうち、協会の資金となる約11億4100万円と市の補助金約12億6000万円を博報堂JVに支払い、残額10億3100万円は債権放棄することが発表され、その後の市議会で補助金相当額の市税を投入する補正予算が可決された。2013年までにTSP太陽・アサツー ディ・ケイとも調停が成立し、協会は同年8月31日で解散した。
開催前の2009年3月7日に横浜・大桟橋に寄港した高速船ナッチャンWorld号の歓迎レセプションの際に中田宏市長は「Y150の事業費は既存の余剰金を活用し、新たに起債などを一切行わなかった」と語ったが、結果的に市民への負担を強いることとなった。